# Arvada (Colorado)
Arvada è una city degli Stati Uniti d'America, situata nella contea di Jefferson dello Stato del Colorado.

## Geografia fisica
Secondo lo United States Census Bureau, Arvada si estende su una superficie di 92,62 km² (35,76 mi²), di cui 1,61 km² (0,62 mi²) coperti da acque. Sebbene sia politicamente collocata all'interno della Contea di Jefferson, il territorio della cittadina si estende anche nelle contee di Adams, Broomfield, Boulder, Gilpin.

## Società

### Evoluzione demografica
Al censimento del 2018 la popolazione ammontava a 120 492 abitanti.